# Авила Пинто, Рената
Рената Авила Пинто (исп. Renata Ávila Pinto; род. 1 января 1981 года) — гватемальская юристка, правозащитница и активистка, специализирующаяся на проблемах технологий и интеллектуальной собственности.
Она защищала лиц, переживших геноцид, другие преступления против человечности и нарушения прав человека в Гватемале. Так, она входила в состав группы юристов во главе с испанским адвокатом Альмуденой Бернабеу по делу видного лидера коренных народов и лауреата Нобелевской премии мира Ригоберты Менчу против бывшего диктатора Эфраина Риоса Монтта.
Среди прочего, ныне она является представительницей команды под руководством Бальтасара Гарсона, защищающей различных разоблачителей и журналистов, включая WikiLeaks и Джулиана Ассанжа.

## Биография
Рената Авила Пинто получила лиценциат в области права Университета Франсиско Маррокина в Гватемале и степень магистра права Туринского университета. Кроме того, она изучала международное право в Гааге.
Как активистка цифровых прав, она осуждает нарушение сетевого нейтралитета, массовую слежку и наступление на свободу слова в Интернете. В течение пяти лет она была главным советником по цифровым правам в некоммерческой организации World Wide Web Foundation. Вместе с её основателем Тимом Бернерсом-Ли Авила Пинто возглавила кампанию «Web We Want», пропагандирующую соблюдение прав человека в цифровую эпоху более чем в 75 странах.
В 2014 году она участвовала в создании бразильской системы гражданских прав для Интернета. С 2018 года — исполнительный директор базирующегося в Чили и Бразилии Фонда разумной гражданственности (Fundación Ciudadanía Inteligente), продвигающего открытость данных и их использование в интересах общества в Латинской Америке.
Авила Пинто состоит членом совета директоров Creative Commons — международной организации, выступающей за открытые знания и свободную культуру. Помимо него, она также вовлечена в ряд других консультативных советов, например в проекте Data Activism Университета Амстердама.
Она также входит в совет Движения за демократию в Европе 2025 (DiEM25) — общеевропейской инициативы, созданной бывшим министром финансов Греции Янисом Варуфакисом с целью демократизировать Европейский Союз. В рамках этого координационного коллектива она исследует потенциал децентрализованных технологий в Европе.
Она пишет для таких средств массовой информации, как eldiario.es, Global Voices и openDemocracy, а также для различных научных публикаций и международных периодических изданий. Кроме того, на появлялась в документальных фильмах ForEveryone.Net (2015), Risk (2016) и Hacking Justice (2017).
Книга Women, Whistleblowing, Wikileaks: A Conversation, которую она написала в соавторстве с Сарой Харрисон и Анжелой Рихтер, повествует о женщинах, которые играли активную роль в WikiLeaks, но не получили пропорционального освещения в СМИ.

## Публикации
- "Mapping Digital Media: Guatemala" Архивная копия от 19 октября 2018 на Wayback Machine (January 2014), Open Society Foundations, with Alejandra Gutiérrez Valdizán
- Women, Whistleblowing, WikiLeaks: A Conversation (2017), OR Books, ISBN 9781682191170, with Sarah Harrison and Angela Richter